# Matej Landl
Matej Landl, född 12 juni 1963 i Bratislava i Slovakien, är en slovakisk skådespelare. Son till skådespelerskan Eva Landlová och tränarlegenden inom konståkning, František Landl.
Matej fick sitt genombrott som ung tack vare sin roll i TV-serien Spadla z oblakov (1978). År 1980 blev han en del av Martinska Teatern. Från och med starten av teatern Astorka - Korzo från 1990, är han fortfarande medlem. Matej agerar också dubbare och har varit med i ett flertal TV-serier i såväl Slovakien som grannlandet Tjeckien.

## Filmografi
- 1977: Kamarátka Šuška (Ondrej Hronec)
- 1978: Nekonečná – nevystupovat (Lapka)
- 1978: Spadla z oblakov
- 1990: Keď hviezdy boli červené (Jano)
- 1994: Na krásnom modrom Dunaji
- 1994: Vášnivý bozk (Viktor)
- 2002: Útek do Budína (Šulek)
- 2003: Zostane to medzi nami (Maťo)
- 2007: Polčas rozpadu (Pappa Miin)
- 2007 - statist: Ordinácia v ružovej záhrade
- 2008: Áno, miláčik! (Peter)
- 2009: Keby bolo keby
- 2010: Panelák
- 2010: Občanský průkaz